# Programme élargi de vaccination
Le Programme élargi de vaccination (PEV) a été lancé par l'Organisation mondiale de la santé en 1974 dans le but de rendre les vaccins accessibles à tous les enfants dans le monde. En anglais, il se nomme Expanded Program on Immunization (EPI).

## Rôles et missions

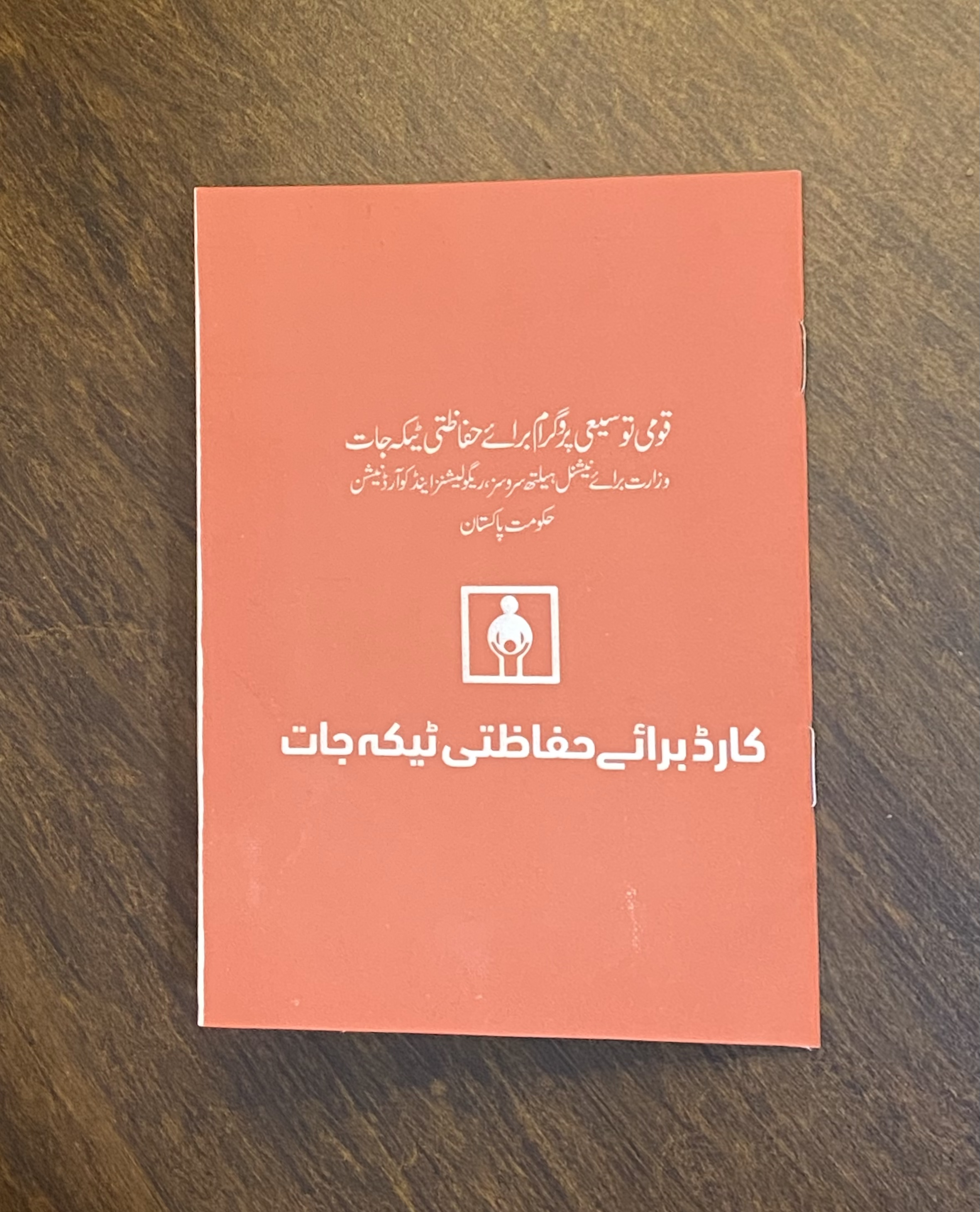
Carnet de vaccination du programme élargi de vaccination au Pakistan en 2023.

Dix ans après la création du PEV, en 1984, l'OMS a établi un calendrier standard de vaccination pour les premiers vaccins du PEV : le BCG (bacille de Calmette et Guérin), le DTCoq (diphtérie, tétanos, coqueluche), le vaccin oral contre la poliomyélite, et le vaccin contre la rougeole. Par la suite, de nouveaux vaccins ont été développés et ajoutés à la liste du PEV des vaccins recommandés. Actuellement, le PEV couvre un total de 30 vaccins, dont 13 concernent des maladies présentes au niveau mondial (Tuberculose, COVID-19, Diphtérie, Hépatite B, Hémophilus influenzae de type B, Papillomavirus humain, Rougeole, Rubéole, Maladie pneumococcique invasive, Coqueluche, Poliomyélite, Rotavirus, Tétanos) et 17 concernent des maladies spécifiques à certains contextes (Choléra, Dengue, Hépatite A, Grippe, Encéphalite japonaise, Malaria, Méningite, Oreillons, Rage, Virus respiratoire syncytial, Typhoïde, Encéphalite à tiques, Varicelle, Fièvre jaune, Zona).
En 1999 a été créée l’Alliance mondiale pour les vaccins et la vaccination (GAVI) dans le but d’améliorer la santé des enfants dans les pays les plus pauvres en étendant la portée du PEV.
Ont suivi des années d’innovations et de programmes dédiés à l’introduction de nouveaux vaccins sur le marché afin de mieux faire face aux futures épidémies. Parmi ces nombreux programmes, la Coalition pour les Innovations en Matière de Préparation aux Épidémies, fondée en 2016, a pour objectif le développement de vaccins efficaces contre les agents infectieux émergents.
Plus récemment, l’OMS a lancé en 2023, en collaboration avec d’autres organismes mondiaux, l’initiative “le Grand rattrapage” visant à restaurer la couverture vaccinale à son niveau pré-COVID. Par exemple, le nombre d’enfants n’ayant reçu aucune dose de vaccin contre la rougeole s’élève à 22,2 millions en 2023 contre 19,3 millions en 2019. Ce recul important des taux de vaccinations observés dans plus de 100 pays s'explique notamment par la surcharge des systèmes de santé durant la pandémie. L’initiative cherche à renverser l’impact du COVID sur la vaccination des enfants et à atteindre les objectifs fixés par le Programme pour la vaccination à l’horizon 2030 (IA2030).
En 2020, l’Assemblée mondiale de la Santé a approuvé le Programme pour la Vaccination à l’Horizon 2030 (IA2030), un agenda stratégique définissant les objectifs et les actions à mettre en place pour relever les défis de la décennie 2021-2030 concernant la vaccination. Les objectifs fixés par l’IA2030 sont : 
- Atteindre 90 % de couverture pour les vaccins essentiels administrés durant l'enfance et l'adolescence;
- Diviser par deux le nombre d'enfants ne recevant absolument aucun vaccin;
- Introduire 500 nouveaux vaccins ou vaccins sous-utilisés, tels que ceux contre le COVID-19, le rotavirus ou le papillomavirus humain, au niveau national ou infranational[4].

## Résultats

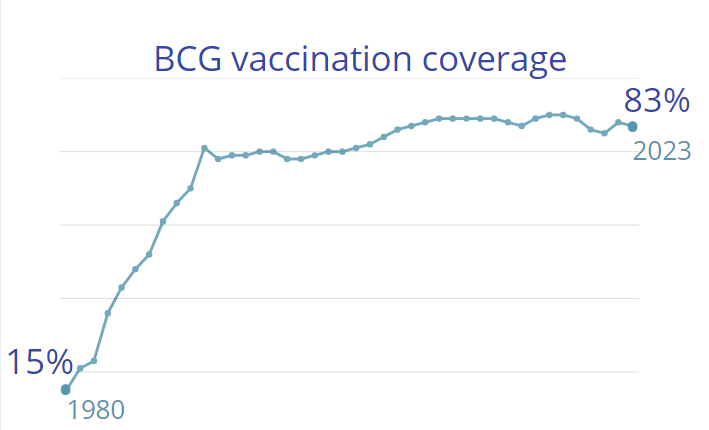
Bacillus Calmette-Guérin (BCG) vaccination coverage by year

Avant le lancement du PEV en 1974, la couverture vaccinale chez les enfants de moins d'un an pour la tuberculose, la diphtérie, la coqueluche, le tétanos, la poliomyélite et la rougeole était estimée inférieure à 5%. En 2023, ces taux de couverture vaccinale chez les nourrissons ont atteint 84% pour la diphtérie, la coqueluche et le tétanos (DTC), 83% pour la première dose de rougeole et 87% pour la tuberculose. De nombreux vaccins ont également vu le jour depuis l’implémentation des programmes associés au PEV, élargissant ainsi le taux de couverture vaccinal à l’échelle mondiale. Parmi eux, les vaccins contre le papillomavirus chez les filles et contre l’hépatite B ont respectivement atteint une couverture mondiale de 27% et 83% en 2023.
Au total, la vaccination a permis de sauver 154 millions de vies depuis 1979, dont 95 % parmi des enfants de moins de 5 ans. La vaccination a représenté à elle-même près de la moitié de la réduction totale mondiale de la mortalité infantile. Le vaccin contre la rougeole est le plus grand contributeur de cette diminution de la mortalité.